# Nederlandse Vereniging van Wiskundeleraren
De Nederlandse Vereniging van Wiskundeleraren (NVvW) is de beroepsvereniging van wiskundeleraren in het voortgezet onderwijs, MBO en HBO in Nederland, is opgericht op 13 december 1925 en is gevestigd in Amsterdam. De NVvW is sinds 1 augustus 2007 aangesloten bij de vakbond CMHF van de vakcentrale VCP.

## Activiteiten
De NVvW overlegt met verschillende instanties over het wiskunde-onderwijs in Nederland, en geeft hierover gevraagd en ongevraagd adviezen. Elk jaar organiseert de NVvW examenbesprekingen, waarin wiskundeleraren afstemmen hoe met de beantwoording van vragen op het Centraal Examen wordt omgegaan. Daarnaast organiseert zij elk jaar een jaarvergadering met het karakter van een symposium.

## Werkgroepen

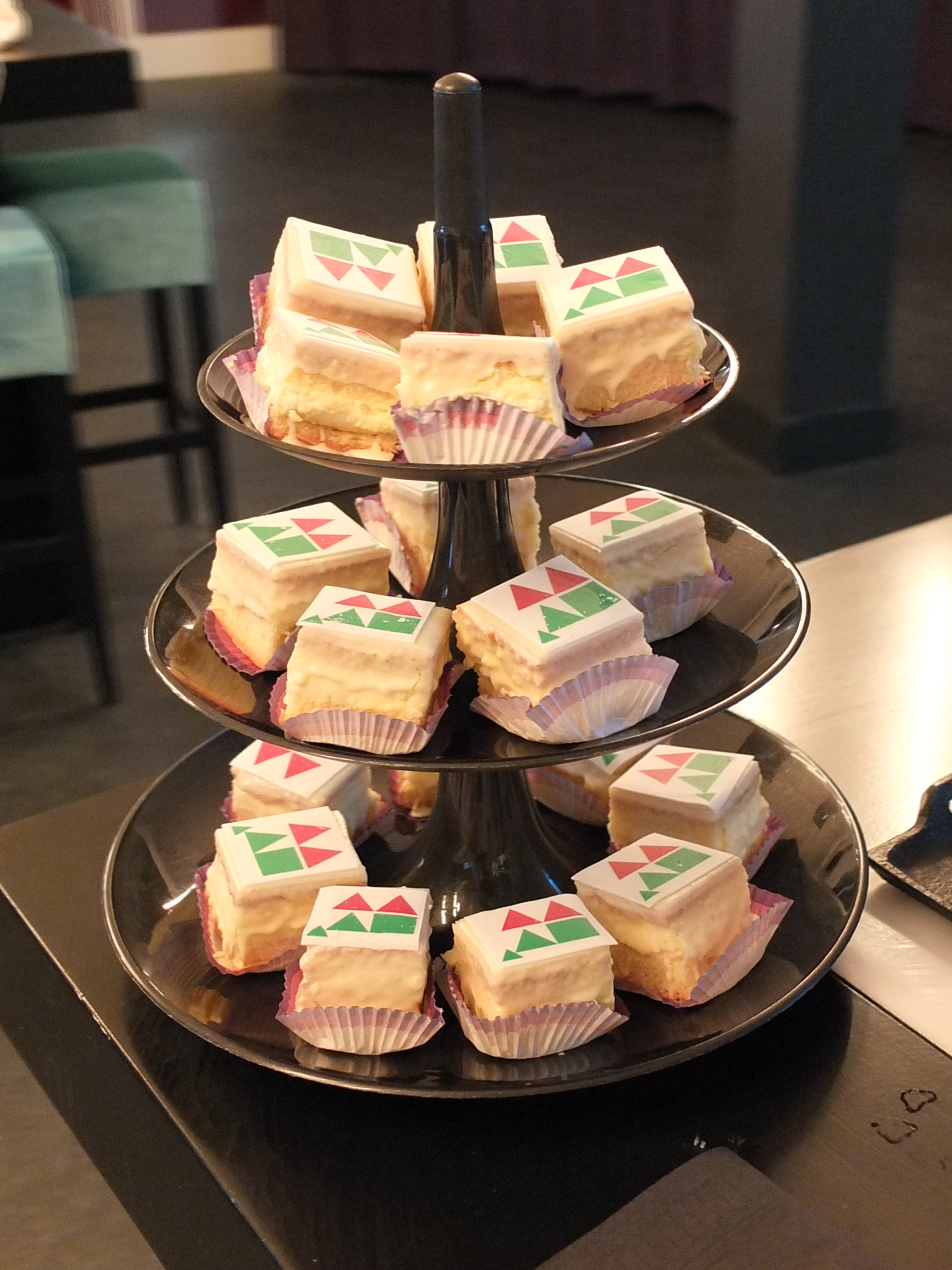
Taartjes naar aanleiding van het negentigjarig bestaan van NVVW.

De NVvW kent een aantal officiële werkgroepen:
- een voor speciale onderwerpen door het bestuur in te stellen Raad van wijzen;
- redactie van het tijdschrift Euclides;
- sectorwerkgroepen voor vmbo, havo-vwo, mbo-hbo;
- geschiedenis (tot 2012 was dit de zelfstandige Historische Kring Reken- WiskundeOnderwijs (HKRWO));
- wereldwiskunde fonds, voor ondersteuning van wiskundeonderwijs in de derde wereld;
- wiskunde voor morgen (samen met NVORWO[1]);
- wisbase, voor uitwisseling van toetsmateriaal en leermiddelen (tot 2017 zelfstandig opererend).

En verder:
- werkgroepen voor de organisatie van de jaarvergadering en de examenbesprekingen;
- werkgroep PR en internet;
- werkgroep Zebra-reeks, een boekenserie die wordt uitgegeven door Epsilon Uitgaven.

## Uitgaven
Het periodiek van de NVvW heet Euclides, vernoemd naar Euclides van Alexandrië. Dit blad verschijnt zeven keer per jaar. Daarnaast heeft de NVvW ten behoeve van de examens een formulekaart (in een boekje Wisforta) en een Nomenclatuurrapport uitgegeven. Beide uitgaven zijn evenwel niet meer actueel.
In samenwerking met Epsilon Uitgaven verzorgt de NVvW een reeks boekjes, de Zebra-reeks met onderwerpen bedoeld als keuze-onderwerpen in het vwo, maar ook geschikt voor een breder publiek.